# Convento de San Francisco de los Mártires (Belalcázar)
El convento de San Francisco de los Mártires fue un edificio religioso situado en el municipio español de Belalcázar, en la provincia de Córdoba (Andalucía). Del complejo original tan sólo persiste la iglesia, de estilo renacentista, construida en el siglo XV.

## Historia
El convento fue fundado en el año 1486 por bula del papa Inocencio VIII para acoger a los frailes franciscanos procedentes del Convento de Santa Clara. Del antiguo convento persiste solo la iglesia y parte de la cerca de piedra. La iglesia tiene una esbelta bóveda de cañón y en su lado izquierdo una capilla de bóveda completa de granito, la única en toda Andalucía. Destaca la portada renacentista con columnas y pilastras coronadas por el escudo de los Sotomayor y los Enríquez.

## Conservación
A finales del siglo XIX el convento ya se encontraba abandonado. La iglesia fue duramente expoliada y quemada durante la Guerra Civil, perdiéndose los bienes muebles que aun conservaba. Su capilla plateresca del siglo XVI se encuentra convertida en un gallinero y garaje de tractores. A pesar de estar incluido en el Catálogo General del Patrimonio Histórico Andaluz, el conjunto se encuentra en estado de abandono, en ruinas y sometido a usos indebidos. Existe un grave riesgo del hundimiento de la techumbre y de su deterioro progresivo general.